# Мірошкін Олександр Якимович
Олександр Якимович Мірошкін (1894 , Сулин, Область Війська Донського  — січень 1977 , Київ ) — український радянський партійний діяч, 1-й секретар Кіровоградського обкому КП(б)У.

## Біографія
Народився 1894 року в родині робітника-каменярав селищі Сулін, тепер місто Красний Сулін Ростовської області, Росія. У березні 1908 — серпні 1909 р. — казаночист Жиловського рудника Василівської волості Слов'яно-Сербського повіту Катеринославської губернії. У серпні 1909 — березні 1918 р. — підручний слюсаря, кочегар, помічник машиніста, електромонтер Павлівського рудника Лозово-Павлівської волості Слов'яно-Сербського повіту Катеринославської губернії.
Член РСДРП(б) з грудня 1917 року.
У березні 1918 — лютому 1919 р. — червоноармієць донбаського загону Сабліна і Руднєва. У лютому — серпні 1919 р. — червоноармієць бронепоїзду № 42 імені Дебенко. У серпні 1919 — грудні 1921 р. — червоноармієць, помічник військового комісара бронепоїзду № 25 «Грім» на Південному фронті.
У грудні 1921 — червні 1922 р. — електромонтер Павлівського рудника Лозово-Павлівської волості Луганського повіту. У червні 1922 — серпні 1924 р. — уповноважений рудкому союзу металістів гірників, уповноважений страхувальної каси Криворізького рудника.
У серпні 1924 — травні 1927 р. — студент Комуністичного університету в Ленінграді.
У травні — жовтні 1927 р. — секретар партійного колективу КП(б)У Шварцівського рудника П'ятихатського району Криворізького округу. У жовтні 1927 — травні 1928 р. — секретар партійного колективу КП(б)У залізничної станції Довгинцеве Криворізького округу. У травні 1928 — січні 1929 р. — секретар партійного колективу КП(б)У Дзержинського рудника Криворізького округу. У січні 1929 — січні 1930 р. — секретар Дзержинського районного комітету КП(б)У міста Кривого Рогу.
У січні — липні 1930 р. — голова Могилів-Подільської окружної Контрольної комісії КП(б)У — РСІ УСРР.
У липні 1930 — лютому 1933 р. — директор Криворізької районної електростанції Криворізького району.
У лютому 1933 — лютому 1938 р. — начальник Політичного відділу зернорадгоспу імені Рози Люксембург Каховського району Одеської області. У лютому — травні 1938 року — начальник Політичного відділу радгоспу імені Шевченка Миколаївської області.
29 травня 1938 — січень 1939 року — 3-й секретар Миколаївського обласного комітету КП(б)У.
У січні — березні 1939 р. — 1-й секретар Організаційного бюро ЦК КП(б)У по Кіровоградській області. У березні 1939 — січні 1940 р. — 1-й секретар Кіровоградського обласного комітету КП(б)У.
У січні 1940 — лютому 1941 року — заступник народного комісара зернових і тваринницьких радгоспів Української РСР.
У лютому — червні 1941 р. — заступник начальника Київського міського управління місцевої промисловості.
З червня 1941 р. — у Червоній армії, учасник німецько-радянської війни. У червні 1941 — лютому 1942 р. — секретар партійного бюро, старший політичний керівник 9-го запасного дорожньо-будівельного полку Південного фронту. У лютому — вересні 1942 р. — комісар 145-го окремого мостобудівельного батальйону Південного фронту. У вересні 1942 — березні 1944 р. — на лікуванні в евакуаційному госпіталі міста Саратова.
У березні 1944 — лютому 1945 р. — директор Київського художнього комбінату образотворчого мистецтва. У лютому 1945 — січні 1955 р. — директор Київського салону Української виставки художнього фонду.
З січня 1955 року — на пенсії у місті Києві, де й помер у січні 1977 року.

## Нагороди
- орден Леніна (7.02.1939)
- ордени
- медалі